# Motacz nadrzewny
Motacz nadrzewny (Anyphaena accentuata) – gatunek pająka z rodziny motaczowatych. Występuje w Europie i palearktycznej Azji. Zasiedla głównie drzewa i krzewy, ale też ściany budynków. Samce w ramach zalotów bębnią nogogłaszczkami i wydają dźwięki opistosomą.
W 2015 został wybrany pająkiem roku przez European Society of Arachnology.

## Taksonomia
Gatunek ten opisany został w 1802 roku przez Charlesa A. Walckenaera jako Aranea accentuata. W 1805 roku ten sam autor przeniósł go do rodzaju Clubiona. W 1833 roku Carl Jakob Sundevall ustanowił go gatunkiem typowym nowego rodzaju Anyphaena. W obrębie tegoż rodzaju zaliczany jest do grupy gatunków accentuata wraz z Anyphaena aperta.

## Opis
Samce osiągają od 4,8 do 7,5 mm, a samice od 6,3 do 8,5 mm długości ciała. Karapaks u samców mierzy od 2,3 do 2,9 mm długości oraz od 1,72 do 2,23 mm szerokości, zaś u samic od 2,6 do 3,5 mm długości i od 1,95 do 2,6 mm szerokości. Barwa karapaksu samca jest żółtawobrązowa z ciemnobrązowymi, białawo kropkowanymi przepaskami bocznymi. U samicy karapaks może być od żółtawego, przez beżowy po brązowy, zawsze z czarnymi, ząbkowanymi pasami bocznymi, w obrębie których obecne są mniejsze paski białe. Kształt karapaksu jest prawie owalny z niewyniesioną częścią głowową. W widoku od przodu obie pary przednich oczu leżą w linii prostej, zaś para tylno-boczna leży niżej niż tylno-środkowa. W widoku z góry przednio-środkowa para oczu leży bardziej z przodu niż przednio-boczna, natomiast obie pary tylne leżą w prostej linii. Za tylnymi oczami samic występują dwie ciemnobrązowe kropki. Wysokość nadustka jest około półtorakrotnie większa niż średnica oczu przednio-środkowych. Szczękoczułki samców są żółtawobrązowe z ciemnobrązowymi paskami i wierzchołkami, natomiast u samicy są jasnorudobrązowe. Przednia krawędź szczękoczułka ma trzy, a tylna sześć ząbków. Ciemnobrązowe sternum samca często ma krótki jaśniejszy pasek przez środek. U samicy sternum jest żółtawobrązowe z ciemniejszymi krawędziami. Opistosoma (odwłok) samca ma wierzch jasnożółtawobrązowy z dwoma parami czarniawych znaków pośrodku, boki i tył ciemnobrązowe, a spód żółtawobrązowy z ciemnobrązowym nakrapianiem. Opistosoma samicy ma wierzch jasnożółtawobrązowy z dwiema parami czarnych znaków pośrodku, boki i tył czarniawe, a spód żółtawobrązowy z czarnym nakrapianiem. Przetchlinka leży na opistosomie w połowie odległości między bruzdą epigastryczną a kądziołkami przędnymi. W miejscu stożeczka występuje sześć do ośmiu krótkich włosków. Odnóża samca są żółtawobrązowe z ciemnobrązowym obrączkowaniem i nakrapianiem, zaś samicy jasnożółtobrązowe z czarnym kropkami, tylko niekiedy obrączkowane. U samca nadstopia pierwszej i drugiej pary mają po jednym kolcu na stronie spodniej.
Nogogłaszczki samca mają na udach długie, ostre, a u ich wierzchołków także tęgie kolce. Goleń ich ma trzy kępki czarnych i grubych szczecinek na powierzchni grzbietowej oraz pędzelek gęstych szczecinek pośrodku grubego i zakrzywionego wierzchołka dużej i poprzecznie ustawionej apofizy retrolateralnej. Ubarwienie cymbium jest ciemnobrązowe. Apofiza środkowa jest wąska i haczykowata. Bulbus cechuje się tegulum zachodzącym na jego boki, szerokim konduktorem wychodzącym zza alweolusa i pozakręcanym wierzchołkiem embolusa.
Kanciasta płytka genitalna samicy ma z przodu wyraźną kieszonkę, a po bokach bruzdy środkowej parę wyraźnych, niskich wyniosłości, na przednich szczytach których leżą otwory kopulacyjne. Zbiorniki nasienne są bulwiasto nabrzmiałe, a przewody kopulacyjne nieco zakrzywione.

## Biologia i występowanie
Gatunek znany z niemal wszystkich krajów Europy, na wschód sięgający do Azji Środkowej i Iranu. Występuje głównie na nizinach, tylko w Engadynie i Karyntii przekracza wysokość 1100 m n.p.m. W Polsce pospolity, jedyny przedstawiciel motaczowatych.
Pająki te zamieszkują krzewy, pnie i korony drzew, zarówno liściastych jak i iglastych, a także środowiska antropogeniczne, jak np. ściany budynków. Dzień spędzają w kryjówkach z liści splecionych przędzą lub pod korą. Nocami aktywnie polują, zwłaszcza na skoczogonki, szczeciogonki i mszyce. Zimują pod korą.
Osobniki dojrzałe spotyka się od maja do października, przy czym samce dojrzewają wcześniej niż samice, w maju lub czerwcu. Gody odbywają się w sierpniu. Zalecający się samiec bębni nogogłaszczkami w kryjówkę samicy i wibruje odwłokiem, wydając brzęczące dźwięki. W momencie gdy samica się doń zbliża wibrowanie zostaje przerwane, aby przed samą kopulacją zostać wznowione z większą intensywnością. W czerwcu i lipcu samica składa około 150 żółtawobiałych jaj w białym kokonie soczewkowatego kształtu, który przyczepia do liścia lub kory w swojej kryjówce. Młode pierwszego stadium spotyka się w drugiej połowie lipca i sierpniu. Przed zimowaniem przechodzą jedną lub dwie wylinki. Wzrost wznawiany jest w maju następnego roku, a ostatnie stadium przed dorosłością osiągane jest w sierpniu lub wrześniu. Dojrzałość płciowa zyskiwana jest po drugim przezimowaniu.